# شوما اونو
شوما اونو (انگلیسی: Shoma Uno؛ زادهٔ ۱۷ دسامبر ۱۹۹۷) اسکیت‌باز نمایشی اهل ژاپن است.